# Esperley Lane Ends
Esperley Lane Ends – wieś w Anglii, w hrabstwie Durham. Leży 23 km na południowy zachód od miasta Durham i 363 km na północ od Londynu.